# Manuel Fons
Manuel Fons (Guadalajara, México, 1982) es un escritor mexicano. Ha estudiado Artes Visuales y Literatura en universidades de México, Canadá, España y Budapest. Fue periodista cultural, bibliotecario, maestro de Escritura Creativa y Pintura Experimental. Es autor de libros de cuentos, minificciones y aforismos.

## Obras

### Cuentos y aforismos
- Fons, Manuel. Genios que pintan moscas hiperrealistas con un pincel finísimo de pelo de camello. 1a ed., Eutropia Ediciones, 2024.
- Fons, Manuel. El insulto como una de las bellas artes. 1a ed., Paraíso perdido, 2018.
- Fons, Manuel. Gedankenexperiment. 1a ed., Paraíso perdido, 2014.
- Fons, Manuel. Breviario del vicio. 1a ed., Paraíso perdido, 2014.
- ---. Breviario del vicio, edición bilingüe. 1a ed., Paraíso perdido, 2019.
- Fons, Manuel. Manuscrito hallado en un manuscrito. 1. ed, Consejo Estatal para la Cultura y las Artes de Jalisco, 2009.

### Participación en antologías
- Gallegos, Juan Carlos (2022). Relámpagos en la arena, antología de minificción jasciense. La zonámbula.
- Tagle, Óscar (2018). Anuario de literatura breve 2019: Al gravitar rotando. VV. Ed.
- Marts, Antonio (2016). Instantánea. Paraíso perdido.
- Sordo, Avelino (2016). Desde un lugar cuyo nombre... Rayuela.
- Cisneros, Andrés (2016). Sangrar para narrar. Cisnegro.
- Marts, Antonio (2015). Río entre las piedras. Paraíso perdido.
- Villarreal, Rogelio (2015). Jergario tapatío. Universitaria.
- Zermeño, Cristian (2014). Conversaciones con la cultura. Universitaria.
- Aragón, Jesús (2012). Signo de sol. Universidad de Guanajuato.
- Ulloa, Luis Martín (2012). Del rosa al rojo. Décima letra.
- Larios, Marco Aurelio (2010). Jalisco 1810-1910, Anecdotario del pasado desde el presente. Universitaria.